# Brachionus durgae
Brachionus durgae is een raderdiertjessoort uit de familie Brachionidae. De wetenschappelijke naam van deze soort is voor het eerst geldig gepubliceerd in 1974 door Dhanapathi.